# Brahian Alemán
Brahian Milton Alemán Athaydes (Montevideo, Uruguay; 23 de diciembre de 1989) es un futbolista profesional uruguayo. Juega como mediocampista y su equipo actual es la Club Atlético San Miguel de la Primera Nacional.

## Trayectoria

### Inicios
Se inició en las juveniles de Danubio Fútbol Club y quedó libre debido a su altura en ese momento, por lo que decidió fichar para Defensor Sporting club en el que fue ascendido al primer equipo en el año 2009, pero debutó en 2010. El siguiente año recibe la dorsal número 10 y se vuelve pieza clave del equipo que finalizó 6° en el Apertura 2011/2012.

### Unión
A mediados de 2012 se incorporó a Unión de Santa Fe, club que adquirió el 50% de su pase y con el que firmó un contrato por cuatro temporadas.

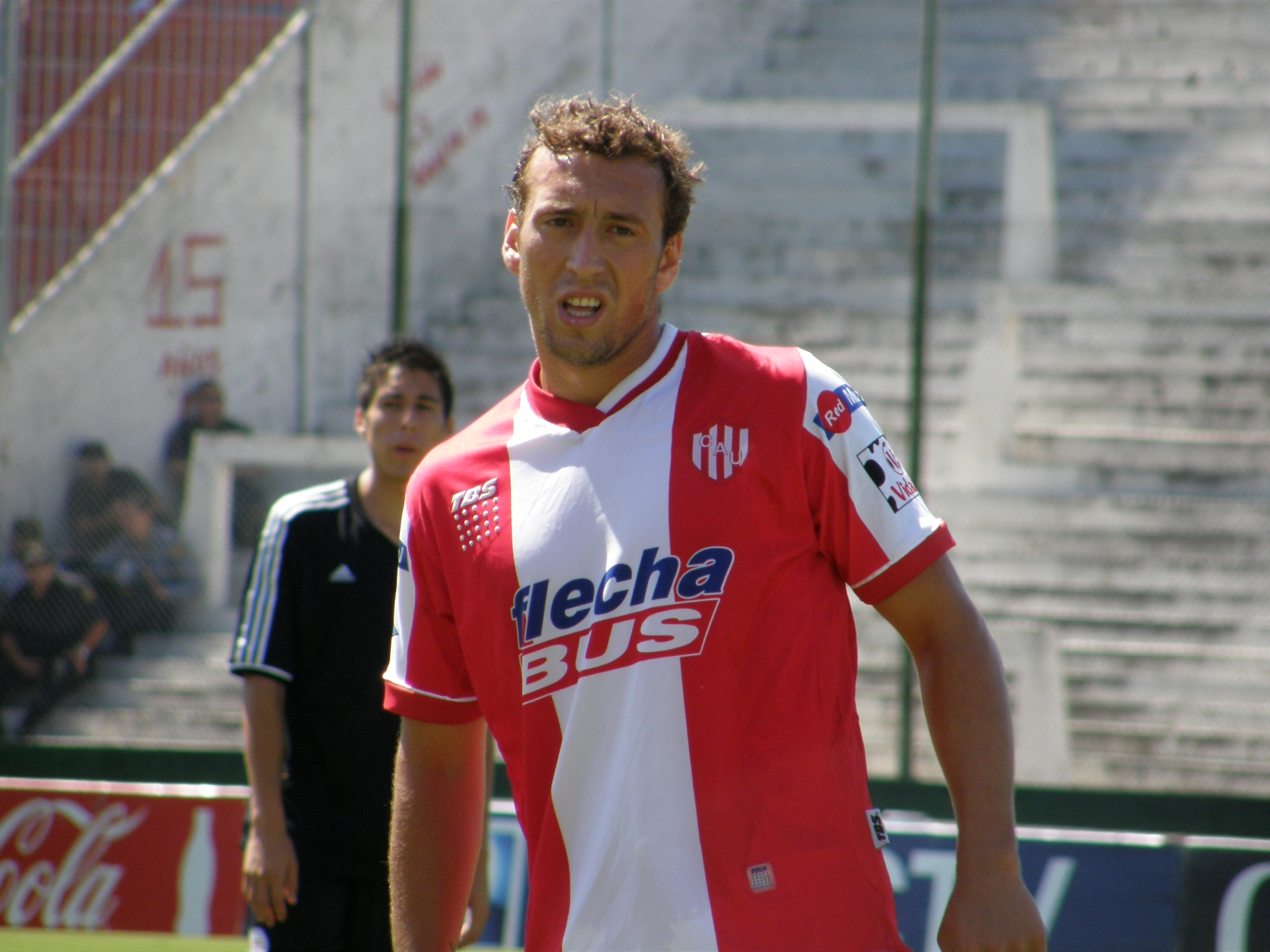
Alemán vistiendo la camiseta Tatengue

### Arsenal
A mediados de 2014 es cedido a préstamo a Arsenal de Sarandí por 18 meses, con cargo y sin opción de compra.

### Barcelona Sporting Club
Por sus buenas actuaciones es contratado por Barcelona Sporting Club por un año a préstamo, con opción a compra, para disputar Copa Libertadores 2015 y el Campeonato Ecuatoriano de Fútbol 2015. 

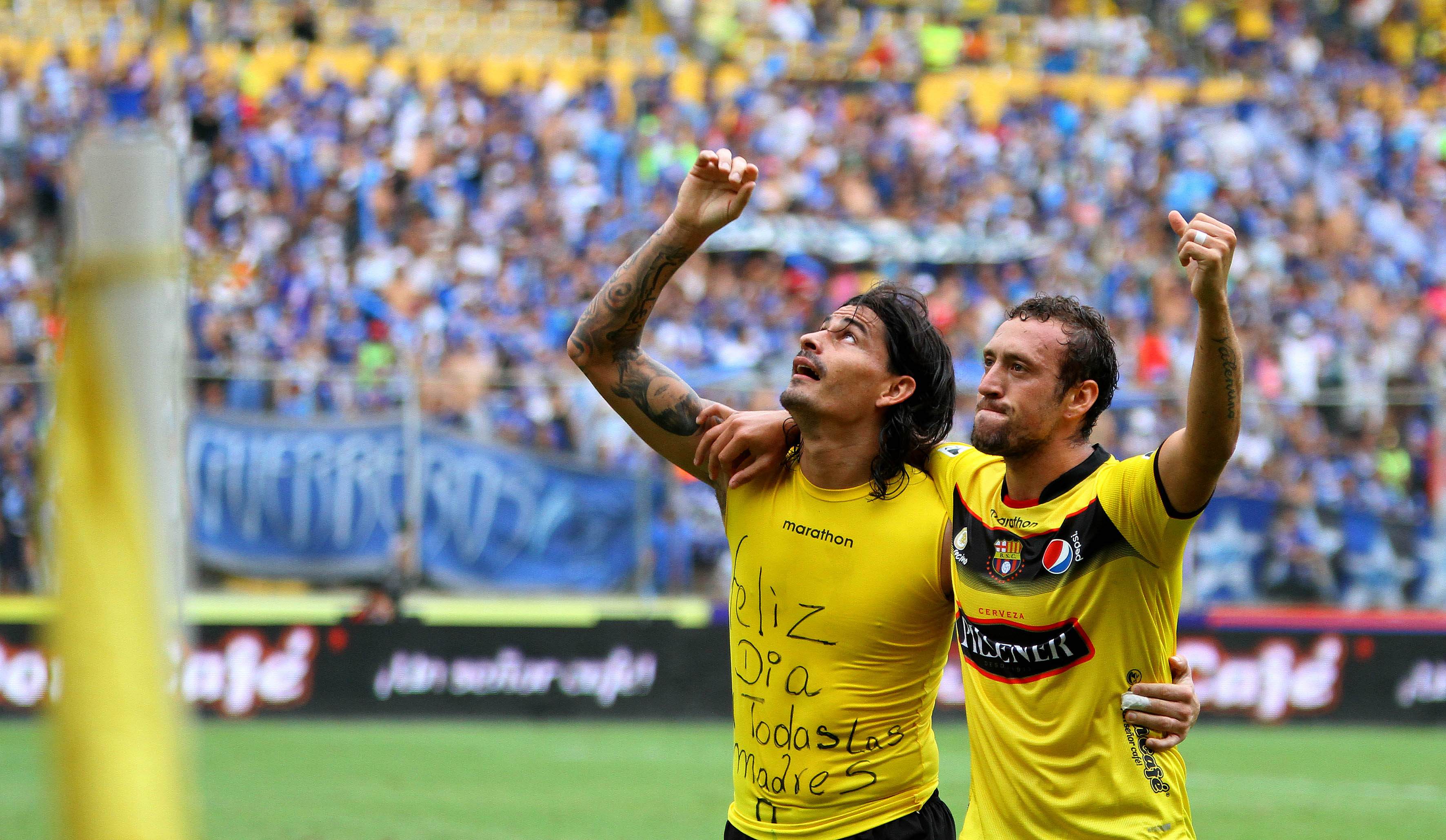
Festejando el gol junto a Ismael Blanco en el Barcelona.

Su debut en el "Ídolo Ecuatoriano" se produjo el 15 de febrero del 2015, es pieza clave en el juego ante Independiente del Valle donde el equipo consigue su primera victoria guiado por Brahian y su buena creación de juego. Hace su primera asistencia, en la derrota frente al Club Deportivo El Nacional de Quito el 22 de febrero. Sus primeros goles los hace en Copa Libertadores 2015 todos ante el Atlético Nacional de Medellín. El primero lo hace el 11 de marzo por la tercera jornada por Copa Libertadores al primer minuto de juego. Mientras los siguientes goles los hace el 19 de marzo por la cuarta jornada al minuto 46 y 51 con lo que Barcelona dio vuelta al resultado
En su estadía en Barcelona jugó 43 partidos, marcó 13 goles, y dio 12 asistencias, por su entrega y buen juego se ganó el cariño de la hinchada "canaria" e inclusive dijo en una entrevista que "Si regresa a Ecuador, solo jugaría en Barcelona", cosa que no cumplió tras fichar por Liga Deportiva Universitaria de Quito en el 2016.
Tras el deseo de quedarse en Barcelona y en Ecuador, Alemán estaba cediendo en las negociaciones para poder quedarse, pero el club estaba pasando por una crisis económica y no pudieron comprar su carta pase a Unión de Santa Fe que estaba por los 2 millones de dólares.

### Liga de Quito
Tras fuertes ofertas de clubes como Club Atlético Huracán y de Club Atlético Newell's Old Boys de Argentina, y de Club Nacional de Football y de Peñarol, los dos grandes del fútbol uruguayo, decide sorpresivamente fichar por Liga de Quito, pedido por Claudio Borghi.

### Gimnasia y Esgrima La Plata
El 11 de enero de 2017 se incorporó al equipo de Gimnasia y Esgrima La Plata como refuerzo pedido por el DT Gustavo Alfaro.
El año 2017 Brahian firma por un año por el Tripero, para disputar el verano en la Primera División de Argentina, donde su equipo esta en el puesto 8 de 30 equipos.

### Al-Ettifaq
En julio de 2018 se anuncia su partida a la Liga Profesional Saudí, específicamente al Al-Ettifaq Club, por una suma aproximadamente de 1.500.000 dólares.

### Gimnasia y Esgrima La Plata
Regresa nuevamente a su ex club Gimnasia y Esgrima La Plata, para apenas llegar, heredara la camiseta n° 10, y volver a dejar a su club en lo más alto. En 2021 fue acusado de Bullying a los jugadores de las inferiores de Gimnasia, por lo que fue suspendido por el club.

## Estadísticas
- Actualizado al 3 de septiembre de 2023

| Club                        | Div.                | Temporada           | Liga | Liga | Copa Nacional | Copa Nacional | Copa Internacional | Copa Internacional | Total | Total |
| Club                        | Div.                | Temporada           | PJ   | G    | PJ            | G             | PJ                 | G                  | PJ    | G     |
| --------------------------- | ------------------- | ------------------- | ---- | ---- | ------------- | ------------- | ------------------ | ------------------ | ----- | ----- |
| Defensor Sporting · Uruguay |                     |                     |      |      |               |               |                    |                    |       |       |
| 1.ª                         | 2010/11             | 14                  | 1    | -    | -             | 2             | 0                  | 16                 | 1     |       |
| 1.ª                         | 2011/12             | 26                  | 6    | -    | -             | 6             | 1                  | 32                 | 7     |       |
| Total                       | Total               | 40                  | 7    | -    | -             | 8             | 1                  | 48                 | 8     |       |
| Unión Argentina             |                     |                     |      |      |               |               |                    |                    |       |       |
| 1.ª                         | 2012/13             | 31                  | 2    | 1    | 0             | -             | -                  | 32                 | 2     |       |
| 2.ª                         | 2013/14             | 37                  | 6    | -    | -             | -             | -                  | 37                 | 6     |       |
| Total                       | Total               | 68                  | 8    | 1    | 0             | -             | -                  | 69                 | 8     |       |
| Arsenal Argentina           |                     |                     |      |      |               |               |                    |                    |       |       |
| 1.ª                         | 2014                | 19                  | 9    | -    | -             | -             | -                  | 19                 | 9     |       |
| Total                       | Total               | 19                  | 9    | -    | -             | -             | -                  | 19                 | 9     |       |
| Barcelona · Ecuador         |                     |                     |      |      |               |               |                    |                    |       |       |
| 1.ª                         | 2015                | 37                  | 10   | -    | -             | 6             | 3                  | 43                 | 13    |       |
| Total                       | Total               | 37                  | 10   | -    | -             | 6             | 3                  | 43                 | 13    |       |
| Liga de Quito · Ecuador     |                     |                     |      |      |               |               |                    |                    |       |       |
| 1.ª                         | 2016                | 34                  | 4    | -    | -             | 6             | 0                  | 40                 | 4     |       |
| Total                       | Total               | 34                  | 4    | -    | -             | 6             | 0                  | 40                 | 4     |       |
| Gimnasia (LP) Argentina     |                     |                     |      |      |               |               |                    |                    |       |       |
| 1.ª                         | 2016/17             | 16                  | 2    | 1    | 0             | 2             | 0                  | 19                 | 2     |       |
| 1.ª                         | 2017/18             | 26                  | 5    | -    | -             | -             | -                  | 26                 | 5     |       |
| Total                       | Total               | 42                  | 7    | 1    | 0             | 2             | 0                  | 45                 | 7     |       |
| Al-Ettifaq Arabia Saudita   | 1.ª                 | 2018/19             | 25   | 4    | 2             | 0             | -                  | -                  | 27    | 4     |
| Al-Ettifaq Arabia Saudita   | Total               | Total               | 25   | 4    | 2             | 0             | -                  | -                  | 27    | 4     |
| Gimnasia (LP) Argentina     | 1.ª                 | 2019/20             | 11   | 0    | 1             | 0             | -                  | -                  | 12    | 0     |
| Gimnasia (LP) Argentina     | 1.ª                 | 2020                | -    | -    | 9             | 0             | -                  | -                  | 9     | 0     |
| Gimnasia (LP) Argentina     | 1.ª                 | 2021                | 24   | 3    | 14            | 3             | -                  | -                  | 38    | 6     |
| Gimnasia (LP) Argentina     | 1.ª                 | 2022                | 21   | 5    | 17            | 5             | -                  | -                  | 37    | 10    |
| Gimnasia (LP) Argentina     | Total               | Total               | 56   | 8    | 41            | 8             | -                  | -                  | 96    | 16    |
| Banfield Argentina          |                     |                     |      |      |               |               |                    |                    |       |       |
| 1.ª                         | 2023                | 26                  | 1    | 6    | 0             | -             | -                  | 32                 | 1     |       |
| Total                       | Total               | 26                  | 1    | 6    | 0             | -             | -                  | 32                 | 1     |       |
| Total en su carrera         | Total en su carrera | Total en su carrera | 347  | 59   | 50            | 8             | 22                 | 4                  | 419   | 70    |

## Palmarés

### Campeonatos nacionales
| Título          | Club              | Sede       | Año  |
| --------------- | ----------------- | ---------- | ---- |
| Torneo Apertura | Defensor Sporting | Tacuarembó | 2010 |
| Torneo Clausura | Defensor Sporting | Montevideo | 2012 |

### Copas amistosas
| Título                        | Club                    | Sede          | Año  |
| ----------------------------- | ----------------------- | ------------- | ---- |
| Copa de la Paz                | Defensor Sporting       | Corea del Sur | 2011 |
| Copa Suat                     | Defensor Sporting       | Uruguay       | 2012 |
| Trofeo Hincha Amarillo        | Barcelona               | Ecuador       | 2015 |
| Copa EuroAmericana            | Barcelona               | Ecuador       | 2015 |
| Copa Amistad de Mar del Plata | Gimnasia y Esgrima (LP) | Argentina     | 2017 |

### Distinciones individuales
| Distinción                                           | Año  |
| ---------------------------------------------------- | ---- |
| Mejor futbolista extranjero de la Serie A de Ecuador | 2015 |
| Máximo asistente de la Serie A de Ecuador            | 2015 |

| Predecesor: Ángel Mena | Máximo asistente de la Serie A 2015 | Sucesor: Damián Díaz |